# Inna Makarova
Pour les articles homonymes, voir Makarova.
Inna Vladimirovna Makarova  (en russe : Инна Владимировна Макарова), née à Taïga (URSS) le 28 juillet 1926 et morte le 25 mars 2020 à Moscou (Russie), est une actrice soviétique puis russe.

## Biographie

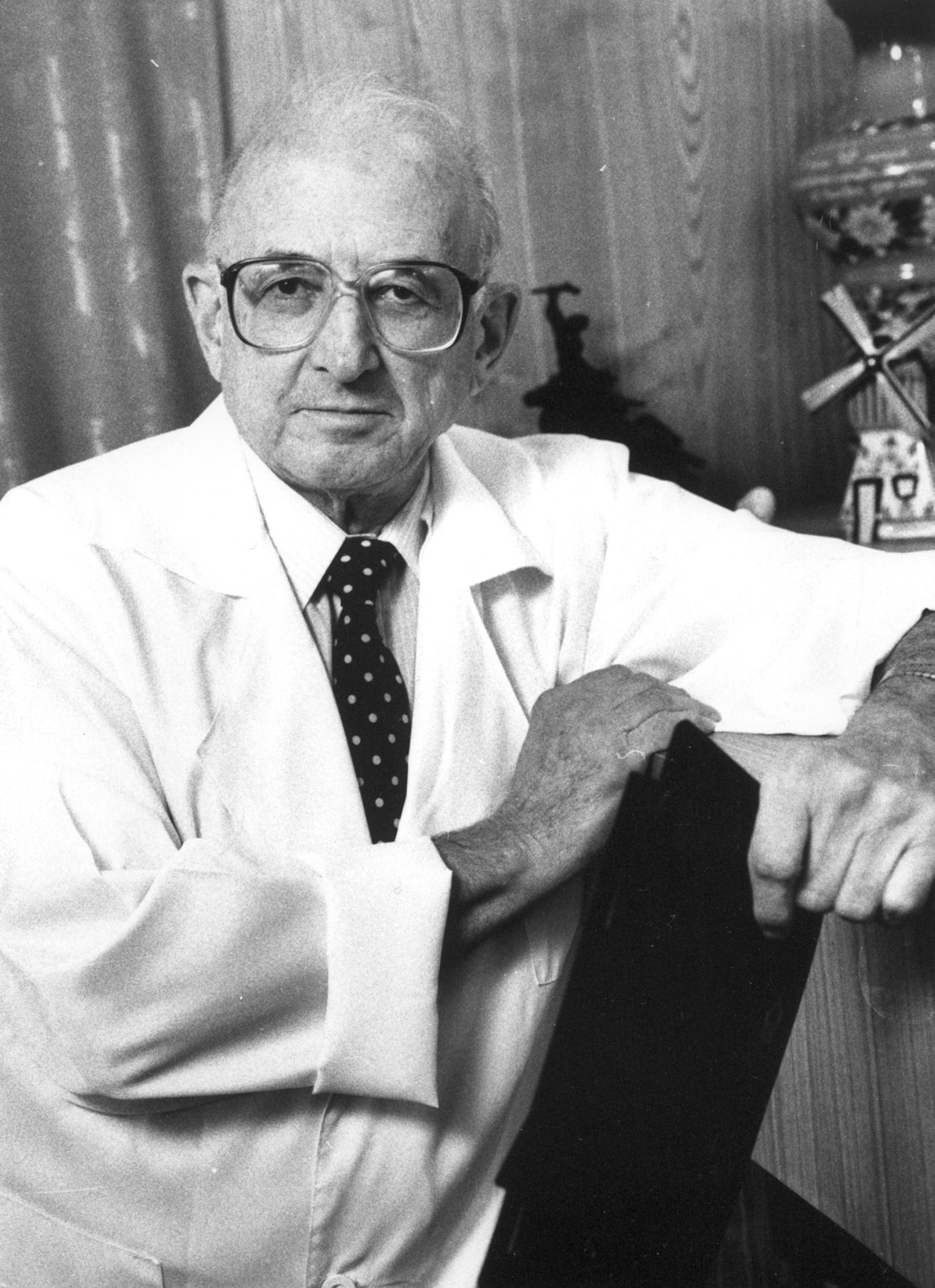
Son second époux, le professeur Perelman.

Inna  Makarova a comme parents Vladimir Stepanovitch Markarov qui travaille comme annonceur au théâtre local et Anna Ivanovna Herman, à moitié polonaise, qui est à la tête de la partie littéraire du Théâtre de la Torche Rouge et éditrice,. Inna naît au village de Taïga mais grandit à Novossibirsk où à l'école primaire, elle est inscrite dans un club de théâtre.
Quand la Grande Guerre patriotique éclate en 1941, Inna Makarova a 13 ans. Elle et la troupe du club de théâtre commencent à se produire à l'hôpital et devant des soldats et des officiers blessés. C'est à cette époque qu'Inna se rend compte qu'elle veut devenir actrice afin d'apporter du bonheur aux gens. En 1943, elle se rend à Alma-Ata, au VGIK, l'institut national de cinématographie (VGIC) dans l'atelier de Tamara Fedokarova et Sergueï Guerassimov, où elle est considérée comme l'une des meilleures élèves,.
En 1948, elle est diplômée de l'Institut de la Cinématographie Guerassimov de Moscou et commence à travailler en tant qu'actrice au théâtre d'Etat (Государственный театр киноактёра). 
En 1949, elle reçoit le prix Staline pour son rôle de Lioubov Chevtsova dans le film de Sergueï Guerassimov, La Jeune Garde inspiré du roman éponyme d'Alexandre Fadeïev. 
En 1967, Makarova est nommée à l'Ordre du Mérite de la RSFSR. En 1985, elle reçoit le titre d'Artiste du Peuple de l'URSS. 

### Famille

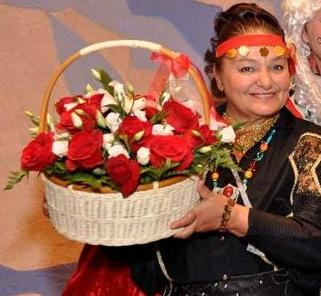
Natalia Bondartchouk, sa fille.

Inna Makarova se marie en 1947 à l'acteur et réalisateur Sergueï Bondartchouk qui quitte le foyer en 1958 mais refuse de divorcer. Elle est la mère de Natalia Bondartchouk (née en 1950) et la grand-mère du compositeur Ivan Bourliaïev (né en 1976) et de l'actrice Maria Bourliaïeva (née en 1987). 
Après son divorce, elle reste seule douze ans et se remarie au professeur (ru) Mikhaïl Izraïlevitch Perelman (1924-2013), chirurgien cardiaque et thoracique, et président de la Société russe des spécialistes de la tuberculose, avec lequel elle vit durant près de quarante ans, jusqu'à son décès. Devenue nonagénaire, elle commence à perdre la mémoire.

## Carrière
Inna Makarova joue dans de nombreux films à partir de 1945 et devient une star du mélodrame. Elle disparaît des écrans dans les années 1980 puis réapparaît à partir du milieu des années 2000 où elle joue dans quelques films et des séries télévisées.

## Filmographie partielle
- 1948 : La Jeune Garde (Молодая гвардия) de Sergueï Guerassimov : Lioubov Chevtsova
- 1951 : Le Médecin de campagne (Сельский врач) de Sergueï Guerassimov : Baranova
- 1952 : La Moisson de Vsevolod Pudovkin : Froska Blinova
- 1957 : La Hauteur (Высота) de Nikolaï Rybnikov
- 1958 : Mon Bienaimé (Дорогой мой человек) de Iossif Kheifitz (d'après l'œuvre de Iouri Pavlovitch Guerman)
- 1961 : Les Filles (Девчата) de Youri Tchoulioukine : Nadia
- 1964  : Le Mariage de Balzaminov (Женитьба Бальзаминова) : Anfisa
- 1969  : Crime et Châtiment (Преступление и наказание) de Lev Koulidjanov : la cuisinière
- 1970  : Taïmyr vous appelle (Вас вызывает Таймыр)
- 1986  : Lermontov (Лермонтов) de Nikolaï Bourliaïev
- 2006 : Les Enfants du capitaine (Капитанские дети) de Viatcheslav Nikiforov[8]
- 2006 : Pouchkine : Le Dernier Duel (Пушкин. Последняя дуэль) de Natalia Bondartchouk[9] : Ekaterina Zagriajskaïa
- 2007 : Un amour de mon âme (Одна любовь души моей) de Natalia Bondartchouk[10]
- 2014 : Le Mystère de la Reine des Neiges (Тайна Снежной королевы)